# Yang Hak-seon
Yang Hak-seon (양학선?; Seul, 6 dicembre 1992) è un ginnasta sudcoreano, campione olimpico nel volteggio ai Giochi di Londra 2012.

## Carriera
Proveniente da una famiglia molto povera vissuta in una baraccopoli di Gwangju, Yang inizia la sua carriera di ginnasta all'età di 9 anni, seguendo le orme del fratello.
Già vincitore dei Giochi asiatici due anni prima e dei Mondiali l'anno prima, nel 2012 diviene il primo sudcoreano a vincere una medaglia d'oro olimpica nella ginnastica, ottenuta il 6 agosto nel volteggio, attrezzo in cui è specializzato. Nel 2013 Yang si conferma campione del mondo in carica nella specialità.
Dopo la vittoria olimpica, avendo conosciuto la sua storia un imprenditore immobiliare sudcoreano offre a Yang e alla sua famiglia un appartamento lussuoso. Il campione aveva infatti dichiarato di voler far costruire una casa per i suoi genitori con il premio della vittoria.

## Palmarès
- Giochi olimpici estivi

Londra 2012: oro nel volteggio.
- Campionati mondiali di ginnastica artistica

2011 - Tokyo: oro nel volteggio.
2013 - Anversa: oro nel volteggio.
- Giochi asiatici

2010 - Canton: oro nel volteggio.